# 天花疫苗
天花疫苗（英語：Smallpox vaccine）是第一種針對傳染病開發的疫苗。1796年，英國醫生愛德華·詹納發現人體感染相對溫和的牛痘病毒後，可對致命的天花病毒產生免疫力。在20世紀現代天花疫苗出現之前，牛痘一直是一種天然疫苗。1958年至1977年，世界衛生組織執行了一次全球接種活動來根除天花，使得天花成為目前人類唯一被根除的疾病。雖然目前公眾已不進行天花疫苗的常規接種，但其疫苗仍然繼續生產，用以對抗生物恐怖主義、生物戰及預防猴痘。